# Giech (Scheßlitz)

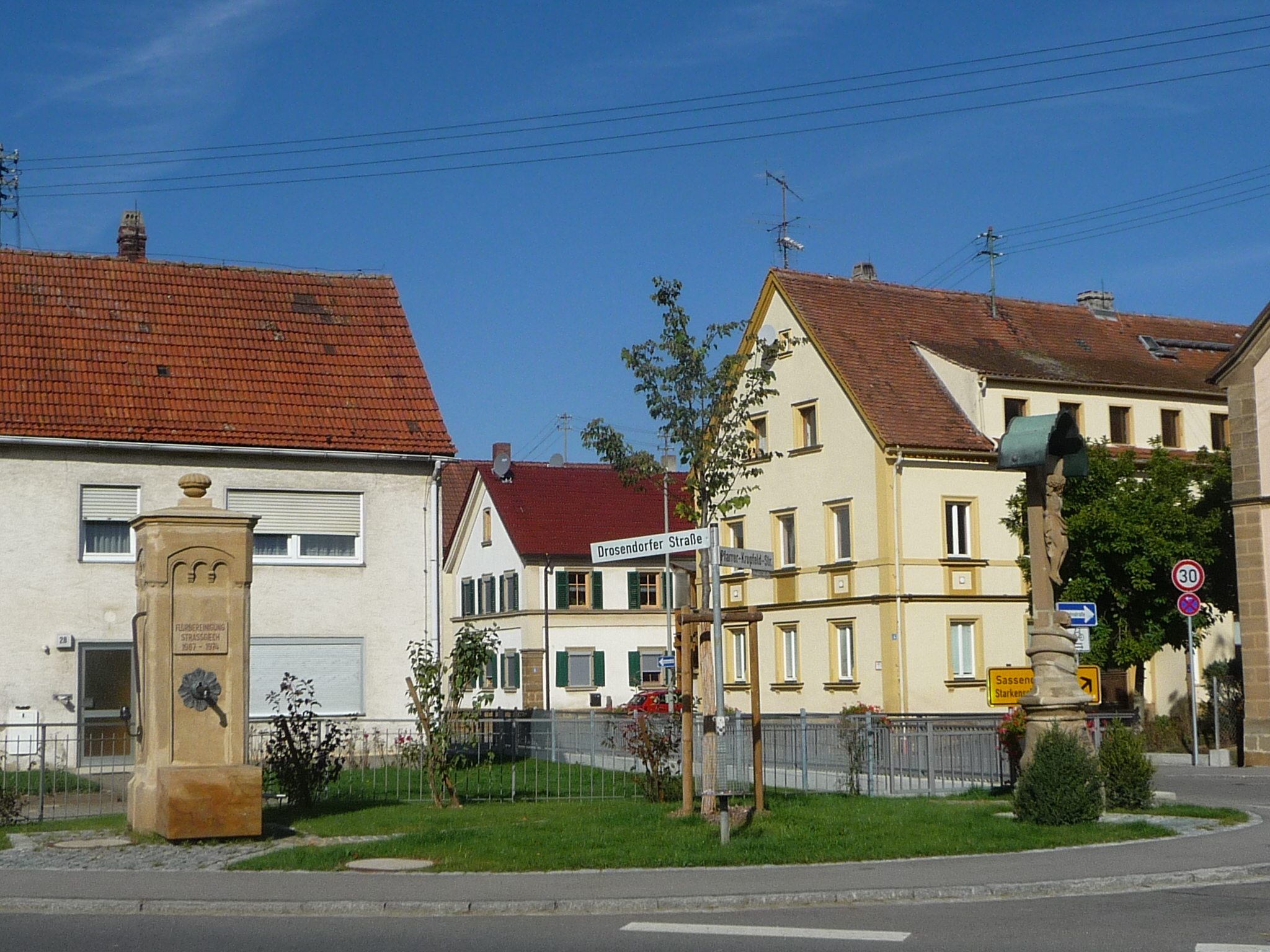
Ortsmitte von Straßgiech

Giech war eine Gemeinde im Landkreis Bamberg, Oberfranken, Bayern.

## Geschichte
Die Gemeinde Giech entstand am 1. April 1971 durch den Zusammenschluss der bis dahin selbständigen Gemeinden Straßgiech und Wiesengiech.
Am 1. Mai 1978 wurde die Gemeinde aufgelöst und in die Stadt Scheßlitz eingegliedert.

## Einwohner
Es werden die Einwohnerzahlen, die bei den Volkszählungen 1961 und 1970 für die Gemeinden Straßgiech und Wiesengiech sowie für die spätere Gemeinde Giech festgestellt wurden, aufgelistet.
| Datum      | Straßgiech | Wiesengiech | Giech |
| ---------- | ---------- | ----------- | ----- |
| 06.06.1961 | 308        | 584         | 0892  |
| 27.05.1970 | 387        | 638         | 1025  |